# Rue Saint-Sauveur (Lille)
Pour les articles homonymes, voir Rue Saint-Sauveur.
La rue Saint-Sauveur est une rue de Lille, dans le Nord, en France.

## Situation et accès
Située dans le quartier de Lille-Centre, elle débute avenue Charles-Saint-Venant et se termine rue Frédéric-Mottez

## Origine du nom
Elle doit son nom à l'église et à la paroisse du même nom, érigées au XIIe siècle.

## Historique
La rue Saint-Sauveur emprunte le tracé de l’ancienne route de Valenciennes, déjà référencée au XIe siècle.
La porte Saint-Sauveur à son extrémité sud fut murée en 1575 après l'explosion d'un dépôt de poudre et détruite en 1673 . 
Pour contourner cette interruption une route au départ du chemin de Douai (rue de Douai) est créée qui correspond au tracé de l'actuelle rue de Valenciennes.
La suppression des remparts entre la porte de Paris et la Noble Tour à la suite de l'agrandissement de Lille en 1858 n'a pas rétabli cette communication vers le sud car l'espace entre la ville ancienne et le quartier de Moulins a été occupé par la gare de Lille-Saint-Sauveur. L'enceinte construite au début des années 1860 à la suite de cet agrandissement a, au contraire, créé une nouvelle interruption de ce parcours au niveau de la porte de Valenciennes.
Cet ancien parcours ne subsiste que sur une courte voie, la rue de Saint-Sauveur à Ronchin.
Principale artère du quartier Saint-Sauveur c'était une rue animée avant la rénovation du quartier vers 1960.
Au cours de cette opération d'urbanisme, les anciens immeubles ont été détruits à l'exception du pavillon central de l'ancien hôpital et de l'église, la rue a été élargie et en partie déviée de son tracé.
Jusqu'à l'agrandissement de Lille en 1858 c'était la rue la plus large de la ville.

## Bâtiments remarquables et lieux de mémoire
La rue comprend deux bâtiments protégés au titre des monuments historiques.
- L'hôtel de ville[3]
- L'hôpital Saint-Sauveur[4]

L'église Saint-Sauveur est également située dans la rue.

## Annexe